# Luca Bramati
Luca Bramati (Vaprio d'Adda, 6 de noviembre de 1968) es un deportista italiano que compitió en ciclismo en las modalidades de montaña y ciclocrós.
Ganó una medalla de bronce en el Campeonato Mundial de Ciclismo de Montaña de 1997 y dos medallas de plata en el Campeonato Europeo de Ciclismo de Montaña, en los años 1995 y 1997. Además, obtuvo dos medallas de bronce en el Campeonato Mundial de Ciclocrós, en los años 1996 y 1997.
Participó en los Juegos Olímpicos de Atlanta 1996, ocupando el octavo lugar en la prueba de campo a través.

## Medallero internacional
| Campeonato Mundial | Campeonato Mundial                | Campeonato Mundial | Campeonato Mundial |
| Año                | Lugar                             | Medalla            | Competición        |
| ------------------ | --------------------------------- | ------------------ | ------------------ |
| 1997               | Château-d'Œx (Suiza)              | Medalla de bronce  | Campo a través     |
| Campeonato Europeo |                                   |                    |                    |
| Año                | Lugar                             | Medalla            | Competición        |
| 1995               | Špindlerův Mlýn (República Checa) | Medalla de plata   | Campo a través     |
| 1997               | Silkeborg (Dinamarca)             | Medalla de plata   | Campo a través     |

| Campeonato Mundial | Campeonato Mundial  | Campeonato Mundial | Campeonato Mundial |
| Año                | Lugar               | Medalla            | Competición        |
| ------------------ | ------------------- | ------------------ | ------------------ |
| 1996               | Montreuil (Francia) | Medalla de bronce  | ndividual          |
| 1997               | Múnich (Alemania)   | Medalla de bronce  | Individual         |